# Museu Municipal de Uberlândia
O Museu Municipal de Uberlândia está localizado no antigo prédio do Palácio dos Leões, na Praça Clarimundo Carneiro, região central da cidade.
- O mesmo foi sede da Prefeitura da cidade e também abrigou a Câmara Municipal.[1]
- Totalmente reformado, hoje é palco de importantes trabalhos. Atualmente, está sendo exibido um projeto permanente - Nossas Raízes - uma exposição da história de Uberlândia.[3][4]

## Eventos
Realiza através de exposições cenográficas, explicitando, através do acervo, contextos de época inerentes aos mesmos, quando então de cada peça flui toda a representatividade, sugerindo ações, funções e modos de vida. Sua forma de trabalho propicia ao visitante idoso, recordações de suas vivências, enquanto que ao jovem, concede o reconhecimento de como foi no passado, além de propiciar aos professores do ensino fundamental, uma viagem com seus alunos ao tempo da história que lhes transmitem.

## Localização
- Praça Clarimundo Carneiro (entre as avenidas Afonso Pena e João Pinheiro e ruas XV de Novembro e Bernardo Guimarães), setor central.